# Cubulco
Cubulco ist eine etwa 21.000 Einwohner zählende Kleinstadt in Guatemala. Cubulco liegt im Westen des Departamentos Baja Verapaz und ist Verwaltungssitz der gleichnamigen Großgemeinde (Municipio), die sich auf 444 km² erstreckt und etwa 42.000 Einwohner hat.

## Lage und Klima
Cubulco liegt etwa 15 km westlich von Rabinal auf einer sehr abgelegenen Hochfläche im Westen von Baja Verapaz an den nordwestlichen Ausläufern der Sierra de Chuacús. Das dünn besiedelte und relativ trockene Municipio ist flächenmäßig das Größte des Departamentos. 6 km nördlich des Ortes beginnt der Chixoy-Stausee.
Das Municipio grenzt im Osten an Rabinal, im Südosten an Granados und im Westen und Norden an das Departamento Quiché.

## Wirtschaft und Tourismus
Cubulco lebt vorwiegend von der Landwirtschaft. Am 25. Juli jeden Jahres finden in Cubulco größere Feierlichkeiten zu Ehren des Schutzpatrons statt. Neben den Folkloretänzen ist der so genannte palo volador besonders bekannt. Es handelt sich um eine traditionsreiche Darbietung, bei der Männer sich an einem Seil kreisend von einem etwa 20 m hohen Stamm herablassen. Bei dieser Veranstaltung gibt es immer wieder tödliche Unfälle.
Man erreicht Cubulco von Guatemala-Stadt aus in der Regel über die Atlantik-Fernstraße CA 9 und die Nationalstraße 17 über Salamá und Rabinal. Die von Rabinal über Santa Cruz El Chol und Granados nach Guatemala-Stadt führende Nationalstraße 5 ist extrem kurvenreich und nur in der Trockenzeit (Oktober bis Mai) zu empfehlen.